# Міль деревоточцева
Міль деревоточцева (Brachodes appendiculata) — вид лускокрилих комах родини Brachodidae. Інколи вживається назва дерновинна міль придаткова.

## Поширення
Вид поширений в Центральній і Східній Європі та на Близькому Сході. Присутній у фауні України.

## Опис
Розмах крил становить близько 24 мм. Передні крила жовтувато-коричневі, задні — білі.

## Спосіб життя
Кормовою рослиною гусениць є костриця овеча (Festuca ovina).